# Gabicce Mare
Gabicce Mare est une commune de la province de Pesaro et Urbino dans les Marches en Italie.

## Administration
| Période                                  | Période  | Identité          | Étiquette       | Qualité |
| ---------------------------------------- | -------- | ----------------- | --------------- | ------- |
| 26 Mai 2014                              | En cours | Domenico Pascuzzi | Centro Sinistra |         |
| Les données manquantes sont à compléter. |          |                   |                 |         |

### Hameaux
Case Badioli, Gabicce Monte, Ponte Tavollo

### Communes limitrophes
Cattolica, Gradara, Pesaro

### Évolution démographique
Habitants recensés

## Jumelages
- Ötigheim (Allemagne) depuis 1999 ;
- Bruxelles (Belgique) depuis 2003 ;
- Eguisheim (France) depuis 2007 ;
- Guastalla (Italie) depuis 2009 ;
- Nocera Umbra (Italie) depuis 2011.

## Images

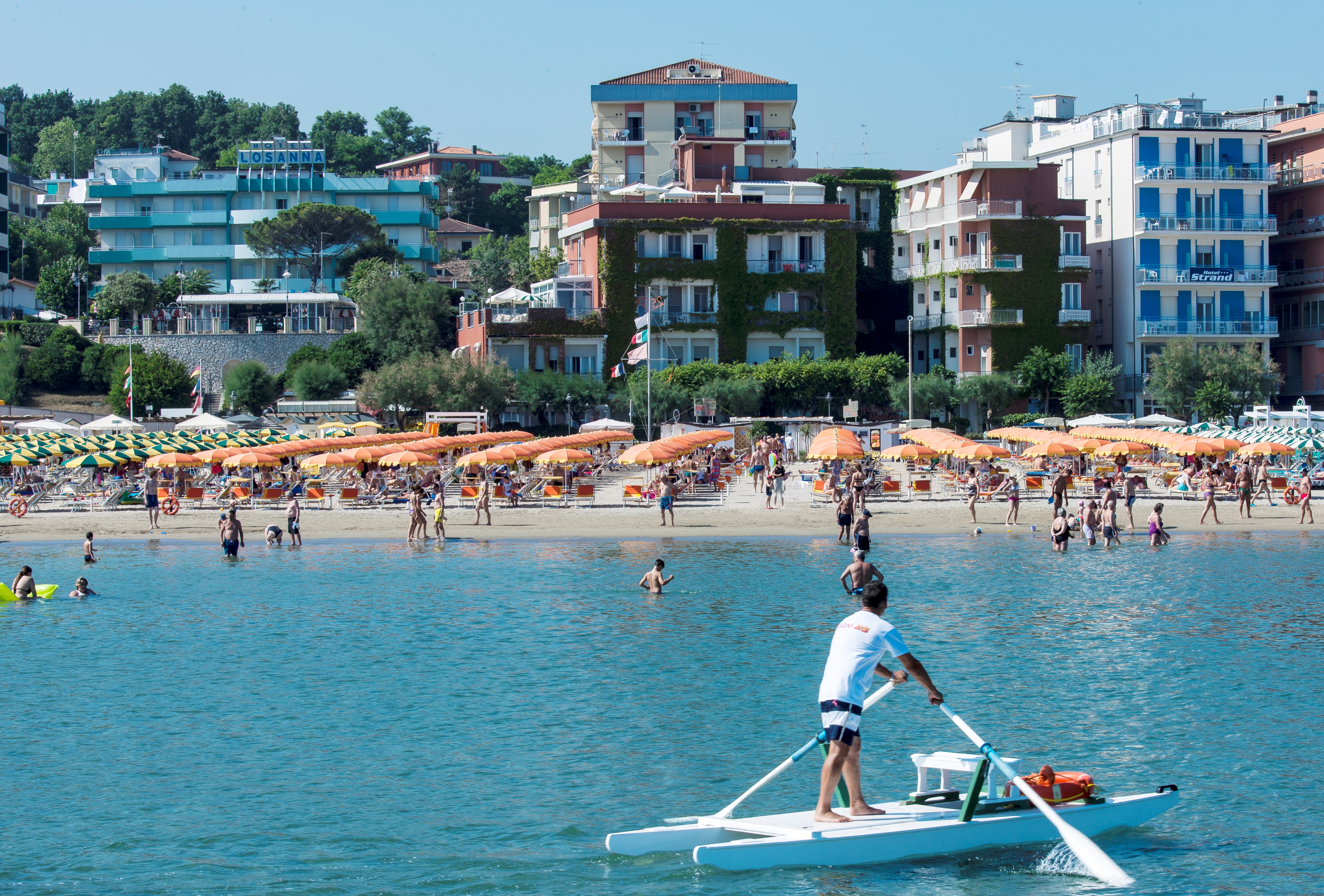
Gabicce Mare. Romagna Adriatic Cost
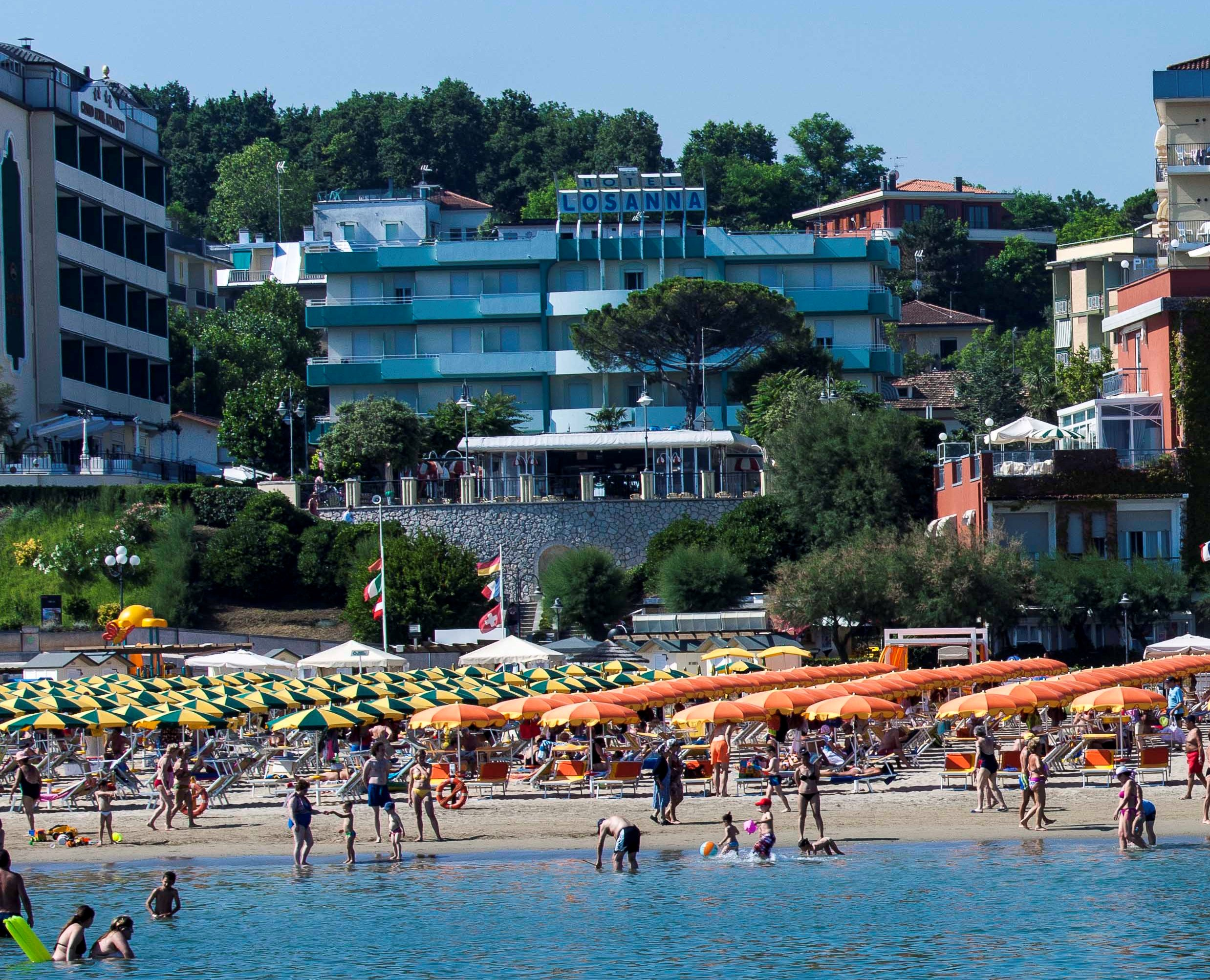
Gabicce Mare. Romagna Adriatic Cost 2
Gabicce Monte et Vallugola vu de Gabicce
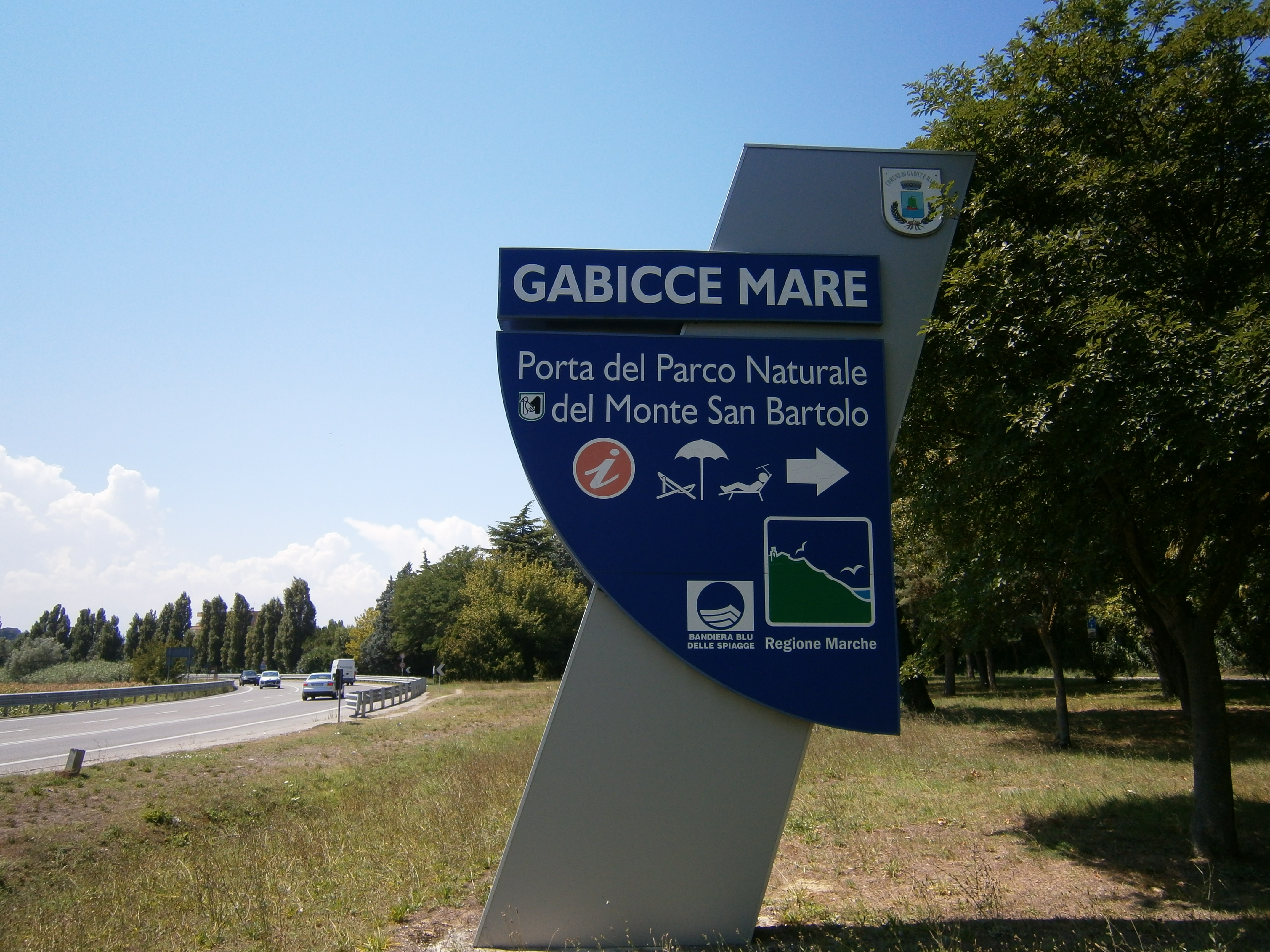
Gabicce, porte du Parc Naturel de Monte San Bartolo
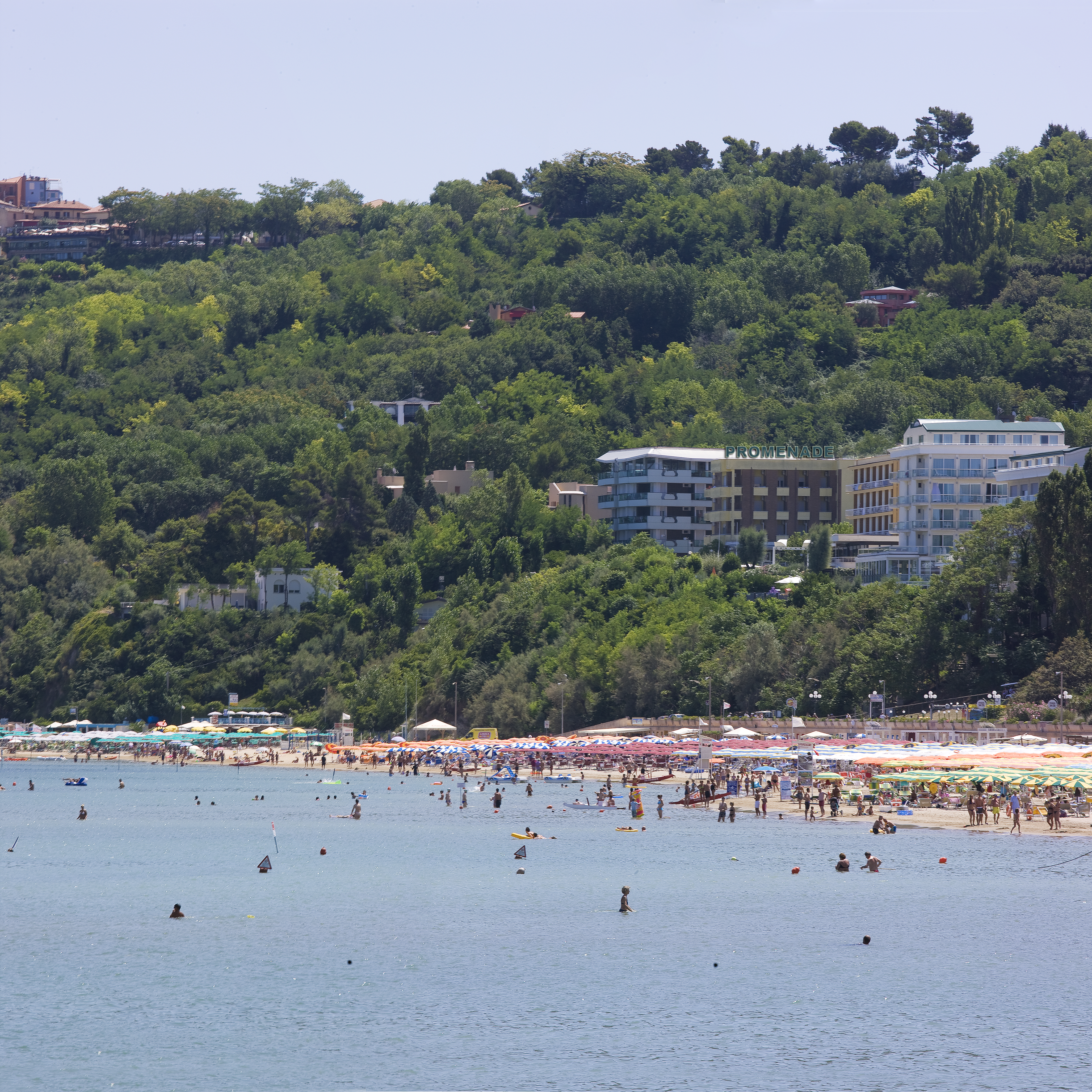
Gabicce. Plage plage côté sud
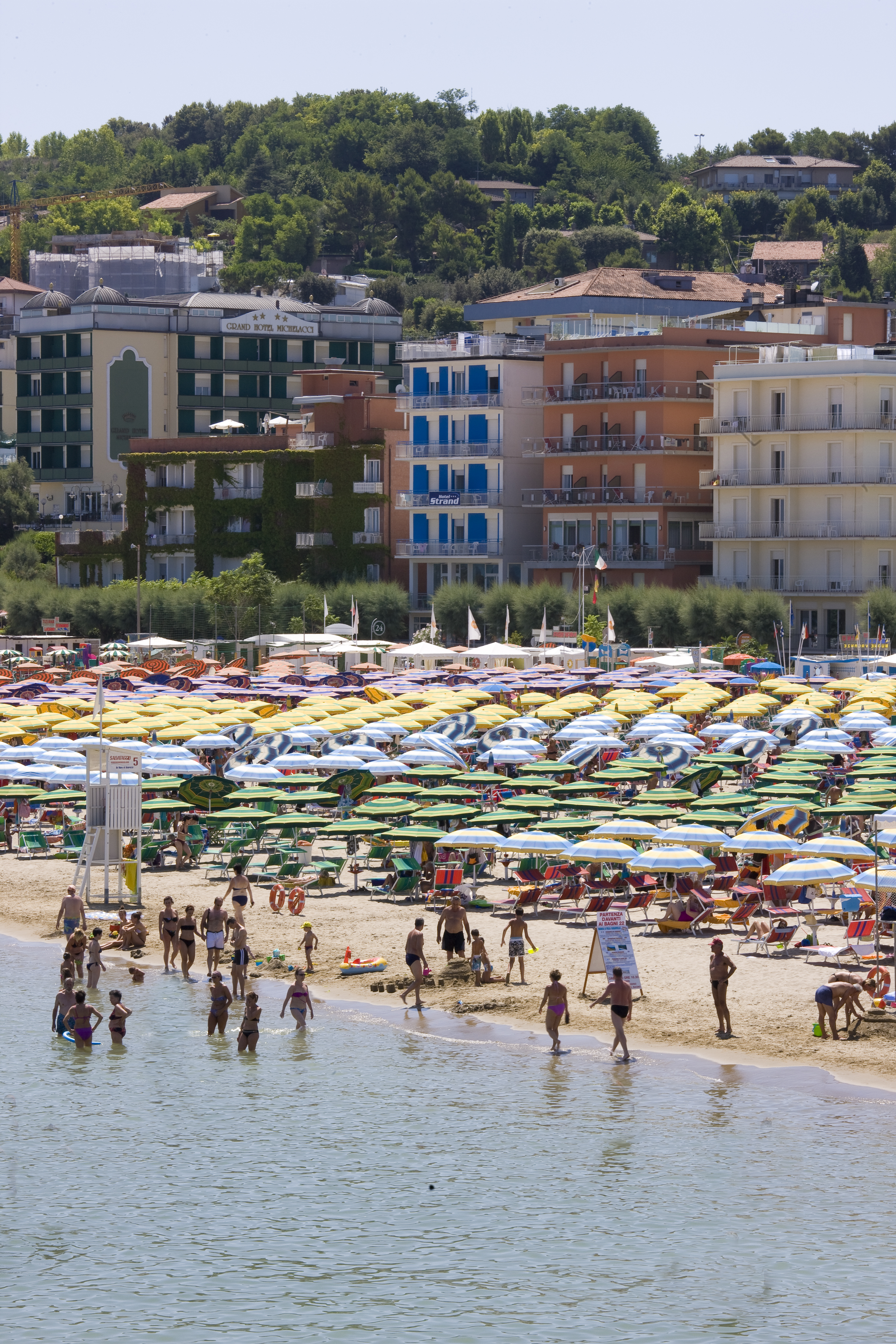
Gabicce. Hôtels sur la plage
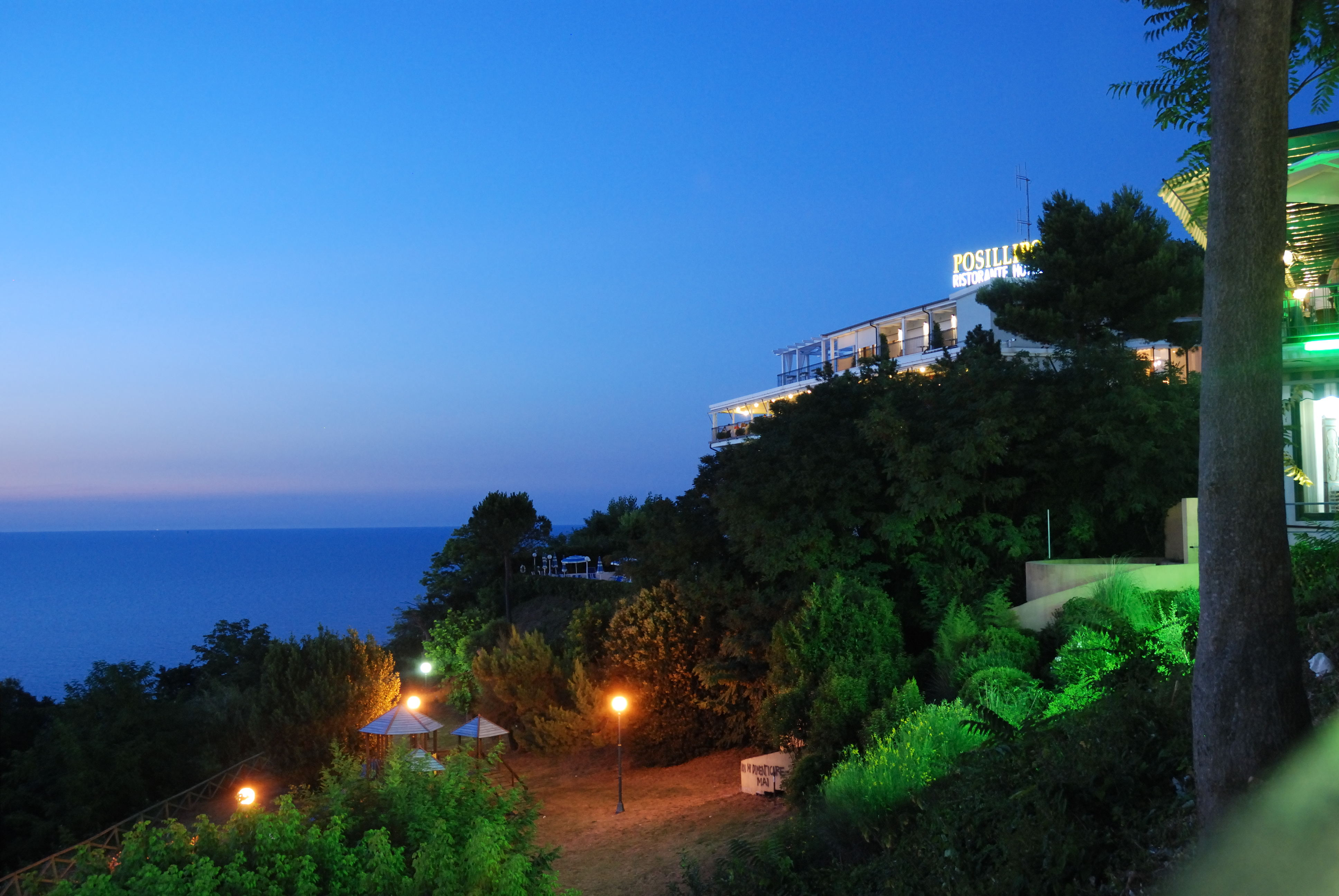
Vue de Gabicce Monte
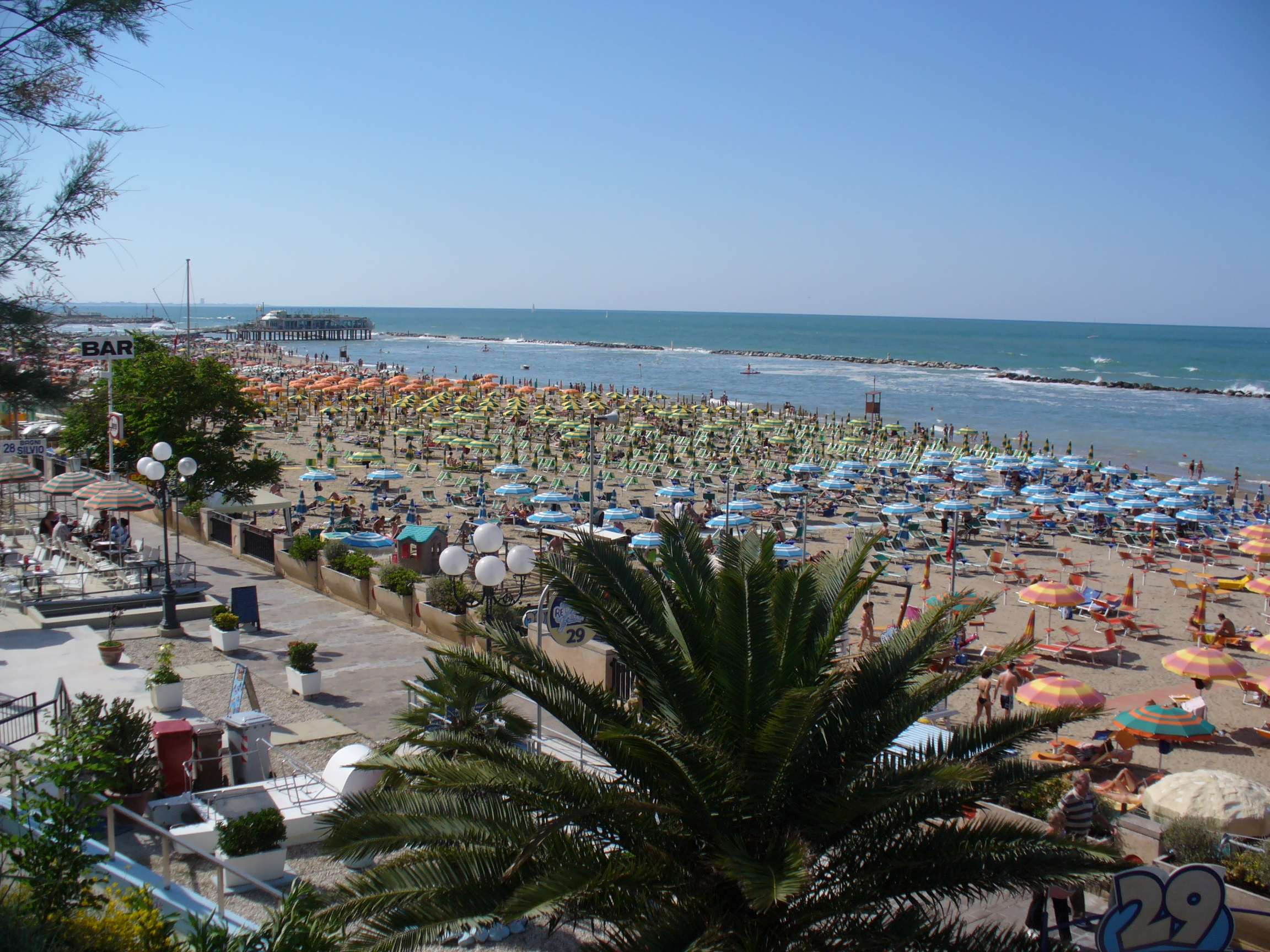
Gabicce, Plage plage côté sud